# لیک (اکلاهما)
لیک (به انگلیسی: Lake) یک منطقهٔ مسکونی در ایالات متحده آمریکا است که در شهرستان تالسا، اکلاهما واقع شده‌است.